# Gouvernement Oumarou
Pour les articles homonymes, voir Oumarou.
Ve République 
VIe République
Hama Amadou IV Mahamadou Danda
Le gouvernement de Seyni Oumarou est un gouvernement du Niger. Il a été nommé le 9 juin 2007 et a pris fin 17 février 2010.

## Composition du gouvernement
- Premier ministre : Seyni Oumarou

- Ministre d'État, ministre de l'intérieur : Albadé Abouba
- Ministre des affaires étrangères, de la coopération et de l'intégration africaine : Aïchatou Mindaoudou
- Ministre de l'économie et des finances : Ali Mahamane Lamine Zeine
- Ministre  du développement agricole : Mahaman Moussa
- Ministre de la jeunesse et des sports : Abdourahamane Seydou
- Ministre de l'urbanisme, de l'habitat et du cadastre : Aïssa Diallo Abdoulaye
- Ministre des mines et de l'énergie : Mohamed Abdoulahi
- Ministre des enseignements secondaire et supérieur, de la recherche et de la technologie : Pr Sidikou Oumarou
- Ministre de la communication, porte-parole du gouvernement : Mohamed Ben Omar
- Ministre de la fonction publique et du travail : Kanda Siptey
- Ministre de la culture, des arts et loisirs, chargé de la promotion de entrepreneuriat artistique : Oumarou Hadary
- Ministre de la population et des réformes sociales : Boukari Zila Mahamadou
- Ministre de l'éducation nationale : Ousmane Samba Mamadou
- Ministre chargé des relations avec les institutions de la République : Salifou Madou Kelzou
- Ministre de l'environnement et de la lutte contre la désertification : Mohamed Akotey
- Ministre de la compétitivité nationale et de la Lutte contre la vie chère : Abdou Daouda
- Ministre chargé des affaires religieuses et de l'action humanitaire : Labo Issaka
- Ministre de l'équipement : Lamido Moumouni Harouna
- Ministre du commerce, de l'industrie et de la normalisation : Halidou Badje
- Ministre de la défense nationale : Jidda Hamadou
- Ministre de la justice, garde des Sceaux : Dagra Mahamadou
- Ministre des transports : Kindo Hamani
- Ministre du tourisme et de l'artisanat : Amadou Aissa. Siddo puis Sani Fatouma Morou
- Ministre de l'aménagement du territoire et du développement communautaire : Sadé Souley
- Ministre de la santé publique : Issa Lamine
- Ministre des ressources animales : Issiah Kato
- Ministre de la promotion des Jeunes Entrepreneurs et de la réforme des entreprises publiques : Salou Gobi
- Ministre de la formation professionnelle et technique : Maizama Hadiza
- Ministre de la promotion de la femme et de la protection de l'enfant : Barry Bibata Niandou
- Ministre de l’intégration africaine et des Nigériens à l’extérieur : Seydou Hachimou
- Ministre de l’hydraulique : Aminou Tassiou